# 액정 셔터 안경

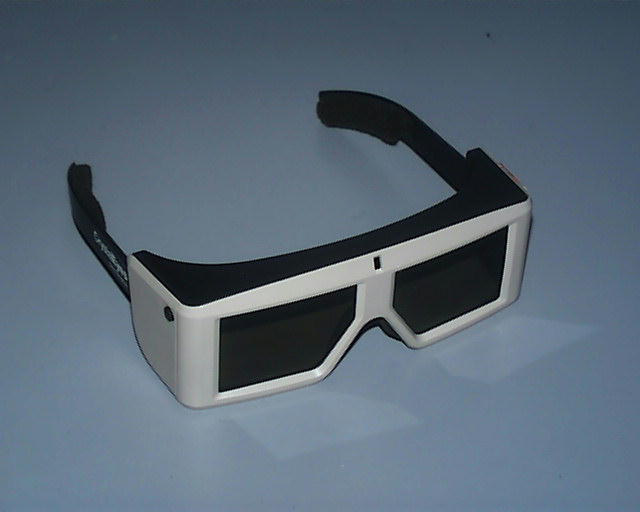
셔터 안경

액정 셔터 안경(liquid crystal shutter glasses) 또는 능동식 셔터 안경(active shutter glasses)은 HMD 등의 가상현실 구현 장치의 한 가지이다. 개인 및 전문가용으로 적합하고 구입할 수 있는 HMD 또는 자동 스테레오 디스플레이어가 널리 사용되기 위해서는 어느 정도 시간이 필요하다. 그 사이에 좀 더 기술의 운용이 수월하고 운반이 용이한 셔터 안경이 디스플레이 데스크탑으로의 가시화의 도구로서 일반화되고 있는 것으로 보인다.
셔터 안경은 LCD 안경을 이용하여 시야를 차단시켜 영상을 분리한다. 시간의 순서에 따라 좌우 영상을 번갈아 주사하기 때문에 이러한 방식을 시분할 입체 영상이라고 부른다. 셔터 안경은 약 9V 이상에서 동작하며 이 전압이 인가되면 안경이 검게 변해 시야를 가리게 된다. 좌측 영상이 화면에 주사될 때는 우측 안경에 전압을 인가하여 좌측 눈에만 영상을 보이게 만들 수 있으며 반대로 우측 영상이 화면에 주사될 때는 좌측 안경에 전압을 인가하여 우측 눈에만 영상을 보이게 만들 수 있다.
한 물체에 대한 두 눈의 망막에 인지되는 왼쪽 눈 영상과 오른쪽 눈 영상에 대응되는 영상을 교대로 CRT에 출력하고, 셔터 안경에도 동기화함으로써 각 눈에 대하여 대응되는 물체의 영상을 교대로 하나씩 보여주도록 한다.
PC 게임 및 전문가용으로 공급하기 위하여 한국 및 타이완 제작자를 포함한 많은 기업에서 다양한 셔터 안경 제품군이 소개되고 있다.

## 참고 문헌
- 학위 논문-'VR 구현을 위한 디스플레이 장치': HMD, Shutter Glasses, 한국 CAD/CAM 학회지